# Baikoh
Baikoh est un jeu vidéo de réflexion développé et édité par Mum Not Proud, sorti en 2017 sur iOS et Android. Il adopte un modèle économique free-to-play.

## Système de jeu
Le but du jeu est de faire les plus longs mots possibles à partir de lettres tombant du haut de l'écran. Il s'agit de la suite spirituelle de Spelltower du même développeur.

## Accueil
- Canard PC : 7/10[1]
- Gamezebo : 4,5/5[2]